# شهر جدید گلمان
شهرجدید گلمان شهری در بخش مرکزی شهرستان ارومیه استان آذربایجان غربی است. این شهر جدید گلمان در ۱۵ کیلومتری شرق ارومیه و در جاده گلمانخانه (جاده دریا) واقع شده است. ۱۶ تیر سال ١٣٩٩ با حضور استاندار آذربایجان‌غربی، مدیرکل راه و شهرسازی استان و شهردار ارومیه جلسه شورای عالی شهرسازی و معماری در تهران برگزار و پیگیری‌های چندین ساله به ویژه پیگیری های یکسال اخیر، شهرک منفصل گلمان به شهر جدید گلمان تبدیل شد. 